# Liste des épisodes de Un, dos, tres

Cette page recense la liste des épisodes de la série télévisée Un, dos, tres (Un paso adelante).
À noter que, du fait d'un découpage différent, la version française compte 130 épisodes (d'environ 50 minutes), contre 84 (d'environ 80 minutes) pour la version originale.

## Saison 1 (2002)
1. Lever de Rideau
2. Coup de Théâtre !
3. Une question d'argent
4. Les premiers pas
5. Rivalités
6. Les flèches de Cupidon
7. Comme des funambules
8. Mise au point
9. Bas les masques
10. Première et dernière
11. Cœurs enflammés
12. Révélations
13. Rébellion
14. Grosse fatigue
15. Jalousies
16. État d'urgence
17. Convoitises
18. Triangle amoureux
19. Haute tension
20. Le verdict

## Saison 2 (2002)
1. Sur les chapeaux de roues !
2. La sanction
3. La demande en mariage
4. Cohabitation difficile
5. L'Anniversaire de Lola
6. Rock 'n' roll attitude
7. Branle-bas de combat
8. Cabaret
9. Famille, je vous hais !
10. Rêves de gloire
11. Rien ne va plus
12. Dilemme
13. Seconde chance
14. Stars et stress
15. Ombre et lumière
16. Volte-face
17. Dur dur la vie d'artiste...
18. Double jeu
19. Bis repetita
20. La zizanie
21. Joyeuses Fêtes

## Saison 3 (2003)
1. Les évaluations
2. Sans issue
3. Vertiges de l'amour
4. Amour, chômage et flamenco
5. Lutte des classes
6. Concours de salsa
7. Grosse déprime
8. Histoire d'eaux
9. Rencontre sur le Net[1]
10. Surprise !
11. Mère et Fils
12. La compétition
13. Une occasion en or
14. La Star inconnue
15. Sur le fil du rasoir
16. Cartes sur table
17. La grande illusion
18. Présumé coupable
19. Mensonges
20. Attention, turbulences
21. Dernières chances

## Saison 4 (2003)
1. Les grandes retrouvailles
2. Le plus beau des cadeaux
3. Dans la peau d'une femme
4. Le Gala
5. En plein doute
6. Dors, bébé dors...
7. Un jeu dangereux
8. Le Chef-d'œuvre
9. Strip-tease
10. Règlement de comptes
11. Soupçons
12. L'Homme invisible
13. Mauvaise passe
14. Nuit de folie
15. En pleine tempête
16. La fin justifie les moyens
17. La crise
18. L'Amour du risque
19. Les Liaisons dangereuses
20. Affaires de femmes
21. Un choix difficile
22. Cinq à la maison
23. Réconciliation
24. L'Imposteur

## Saison 5 (2004)
1. Une rentrée mouvementée
2. Peine de cœur
3. Mariage Royal
4. L'Héritage
5. Bye bye Hollywood
6. Les Veuves joyeuses
7. La manière forte
8. L'Insulte
9. Suivez le guide
10. Faux et usage de faux
11. Harcèlement
12. Le scoop
13. Petites cachotteries
14. En solo
15. Ah l'amour... Toujours l'amour
16. Aux grands maux...
17. ... Les grands remèdes
18. Une affaire de dupes
19. Les Chevaliers de la Table Ronde
20. L'Inconnu
21. Fuir le bonheur
22. Jour de Fête

## Saison 6 (2005)
1. Indépendance
2. L'Évasion
3. L'Art de la séduction
4. Amis pour la vie
5. Le choc des cultures !
6. Obsession
7. Elle court, elle court la rumeur
8. En eaux troubles
9. Le premier rôle
10. Las Vegas, nous voilà !
11. L'Amour en direct
12. La main dans le sac
13. Drôle de couple
14. Le négociateur
15. Une espionne parmi nous
16. La guerre des sexes
17. Un Fantôme pour Lola
18. Seules au Monde
19. Les rivales
20. À la folie
21. Virage décisif
22. En route pour le succès

## Un, dos, tres: Historias de UPA(2022)[2]
1. Silvia
2. Lola
3. Roberto
4. Sira, Luiso et Silvia
5. Lala et Tara
6. Suso et Darío

## Un, dos, tres: Nouvelle génération(2023-...)[3]
1. Épisode 1
2. Épisode 2
3. Épisode 3
4. Épisode 4
5. Épisode 5
6. Épisode 6
7. Épisode 7
8. Épisode 8